# Hiragana
El hiragana (平仮名 o ひらがな?) es uno de los dos silabarios (kana) empleados en la escritura japonesa; el otro se denomina katakana. También se suele emplear el término hiragana para referirse a cualquiera de los caracteres de dicho silabario. Proviene de la simplificación de caracteres más complejos de origen chino que llegaron antes del comienzo del aislamiento cultural japonés, que se mantuvo inflexible hasta el final de la era Edo. Se caracteriza por trazos curvos y simples. El hiragana, antiguamente (女手) (onnade, "mano de mujer") fue inventado por mujeres de la corte imperial. El hiragana, como también el katakana más adelante, evolucionaron del silabario del japonés antiguo Man'yōgana, que a su vez terminó creando el hentaigana, y de la escritura cursiva del hentaigana nació el hiragana. La primera vez que se utilizó el hiragana en un libro escrito por un hombre fue el Diario de Tosa, de Ki no Tsurayuki. Sin embargo, él se hizo pasar por una mujer que lloraba por la muerte de su hija, debido a que los hombres no podían utilizar este sistema de escritura. Cuando se hace referencia a ambos silabarios en conjunto, hiragana y katakana, se conocen como kana. Estos caracteres, al contrario que los kanji, no tienen ningún valor conceptual, sino únicamente fonético.
El silabario hiragana consta de 46 caracteres en total, de los cuales 40 representan sílabas formadas por una consonante y una vocal, 5 son únicas vocales (a, i, u, e, o), y la única consonante que puede ir sola es la 'n' (ん en hiragana y ン en katakana).[cita requerida]
Este silabario se emplea en la escritura de palabras japonesas, partículas y desinencias verbales; en contraste con el katakana, que se emplea para palabras extranjeras y onomatopeyas. Por ello, el hiragana es el primer silabario que aprenden los niños japoneses. A medida que aprenden los kanji, los estudiantes van reemplazando los caracteres silábicos en favor de los caracteres chinos.[cita requerida]

## Caracteres hiragana y diptongos
|              | あ a     | い i    | う u     | え e    | お o    | ゃ ya    | ゅ yu    | ょ yo     | ゎ wa   |
| か k/ky/kw   | か ka    | き ki   | く ku    | け ke   | こ ko   | きゃ kya | きゅ kyu | きょ kyo  | くゎkwa |
| さ s/sh      | さ sa    | し shi  | す su    | せ se   | そ so   | しゃ sha | しゅ shu | しょ sho  |         |
| た t/ch/ts   | た ta    | ち chi  | つ tsu   | て te   | と to   | ちゃ cha | ちゅ chu | ちょ cho  |         |
| な n/ny      | な na    | に ni   | ぬ nu    | ね ne   | の no   | にゃ nya | にゅ nyu | にょ nyo  |         |
| は h/f/hy    | は ha/wa | ひ hi   | ふ fu/hu | へ he/e | ほ ho   | ひゃ hya | ひゅ hyu | ひょ hyo  |         |
| ま m/my      | ま ma    | み mi   | む mu    | め me   | も mo   | みゃ mya | みゅ myu | みょ myo  |         |
| や y         | や ya    |         | ゆ yu    |         | よ yo   |          |          |           |         |
| ら r/ry      | ら ra    | り ri   | る ru    | れ re   | ろ ro   | りゃ rya | りゅ ryu | りょ ryo  |         |
| わ w         | わ wa    | ゐ wi/i |          | ゑ we/e | を wo/o |          |          |           |         |
|              |          |         |          |         | ん n    |          |          |           |         |
| が g/gy/gw   | が ga    | ぎ gi   | ぐ gu    | げ ge   | ご go   | ぎゃ gya | ぎゅ gyu | ぎょ gyo  | ぐゎgwa |
| ざ z/j       | ざ za    | じ ji   | ず zu    | ぜ ze   | ぞ zo   | じゃ ja  | じゅ ju  | じょ jo o |         |
| だ d/dj/dz/j | だ da    | ぢ dji  | づ dzu   | で de   | ど do   | ぢゃ ja  | ぢゅ ju  | ぢょ jo   |         |
| ば b/by      | ば ba    | び bi   | ぶ bu    | べ be   | ぼ bo   | びゃ bya | びゅ byu | びょ byo  |         |
| ぱ p/py      | ぱ pa    | ぴ pi   | ぷ pu    | ぺ pe   | ぽ po   | ぴゃ pya | ぴゅ pyu | ぴょ pyo  |         |

Los caracteres en rojo han quedado obsoletos en el japonés moderno.

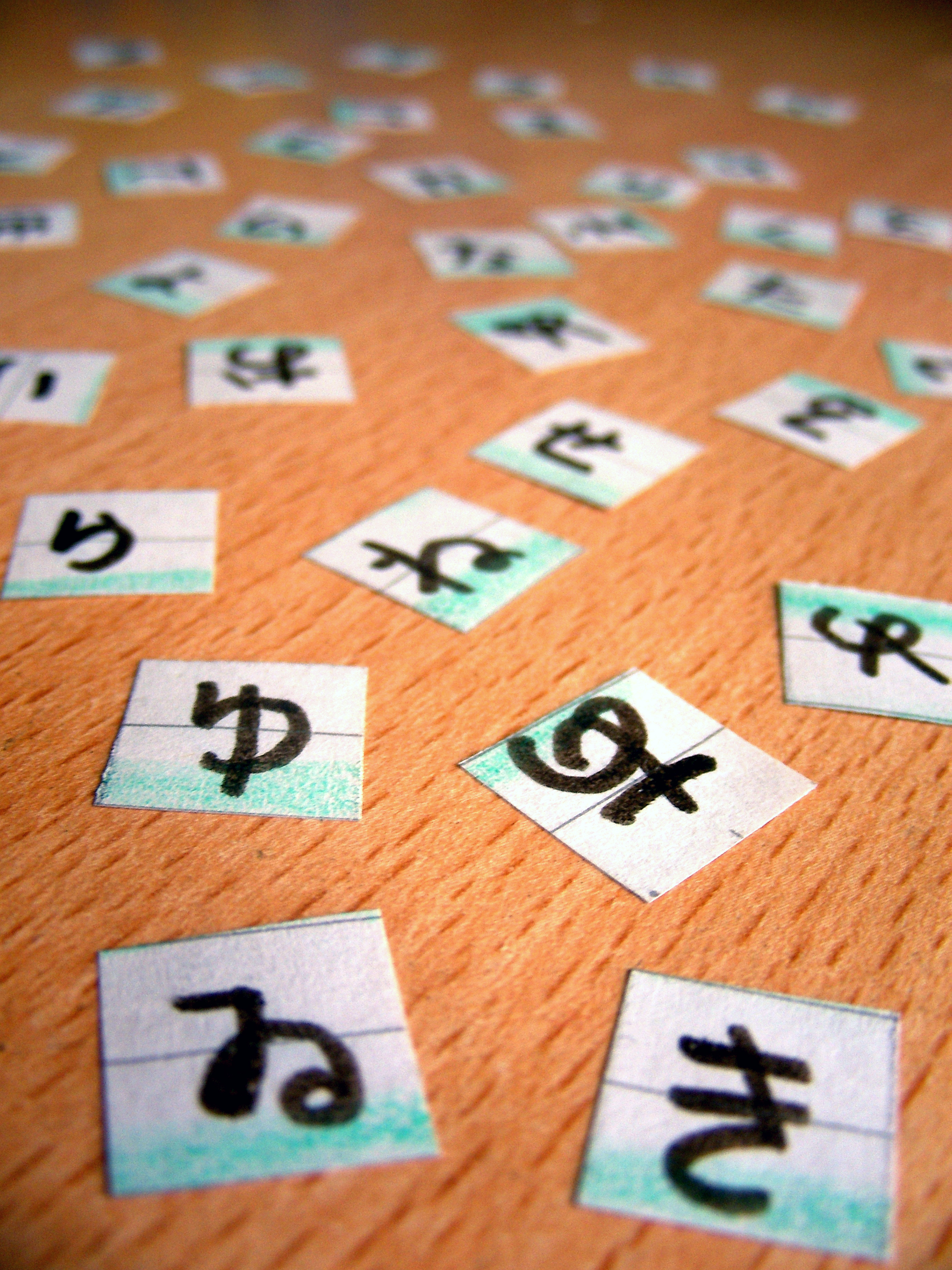
Silabogramas del hiragana.

Nota sobre la pronunciación. Todas las letras se pronuncian más o menos como en español salvo:
- u: no está redondeada, se pronuncia estirando los labios, como con 'l'.
- h: se pronuncia como la 'j' pero más suave, igual que en inglés.
- r: es siempre suave, como la 'r' de 'cara', nunca como la 'rr' de 'torre', ni siquiera al inicio de las palabras. Como consecuencia secundaria, es intercambiable con la 'l'.
- w: se pronuncia como la 'u' en los diptongos, como en chihuahua.
- j: es un sonido entre 'll' y 'ch' (d͡ʑ).
- y: suena como un diptongo ia, iu, io.
- fu: suena como fu, pero articulando los dos labios, sin tocar el labio inferior los dientes como ocurre con el sonido /f/.
- wo: se pronuncia simplemente como 'o' cuando es utilizada como partícula y como uo cuando forma parte de una palabra (aunque hoy en día no haya ninguna palabra que lleve esta sílaba).
- z: se pronuncia como la "s" sonora, similar al zumbido de una abeja.
- u: al final de palabra no se pronuncia, salvo excepciones.
- ha: se pronuncia tal y como se explicó anteriormente; salvo ser la partícula que indica el sujeto, en todo caso se pronuncia como "wa" ejemplo : Watashi ha ... desu (se pronunciaría como Watashi wa ... desu / Yo soy ...).
- ei: se pronuncia como e prolongada, en romaji se escribe como ē.
- aa: se pronuncia como a prolongada, en romaji se escribe como ā.
- ii: se pronuncia como i prolongada, en romaji se escribe como ī.
- uu: se pronuncia como u prolongada, en romaji se escribe como ū.
- ee: se pronuncia como e prolongada, en romaji se escribe como ē.
- ou: se pronuncia como o prolongada, en romaji se escribe como ō.
- oo: se pronuncia como o prolongada, en romaji se escribe como ō.

### Formación de nuevos sonidos mediantenigori
Existe un acento diacrítico en japonés llamado "nigori", y sirve para formar consonantes sonoras o 'impuras' (caso de la D, G, B y Z) o la medio impura P.
En el primer caso, el de las consonantes sonoras, se emplea el dakuten (゛) (濁点), que se representa con dos trazos diagonales cortos en la parte superior derecha del carácter. También se le suele llamar ten ten.
Para formar el sonido P, se emplea el handakuten (゜) (半濁点), que tiene forma de círculo y se escribe también en la parte superior derecha del carácter. Se le conoce también como maru.
Más sobre pronunciación: 'z' y 'j' son como en inglés. 'ge' y 'gi' se pronuncian 'gue', 'gui'.
Ten ten o dakuten solo se usa con las sílabas que comienzan en: K, T, F, H y S.
Handakuten o Maru solo se usa con sílabas que empiezan con: F o con H.

### Diptongos
Por otra parte, cuando una sílaba que termina en "i" se une con ya, yu, yo, se pueden formar diptongos. En este caso el segundo kana (ya, yu o yo) se escribirá más pequeño de lo habitual.
[La pronunciación de esta y es la de una i consonántica (como la i de novio [bjo]). Otro ejemplo es la 'u' en algunas palabras inglesas en que suena como yu: huge (hyu)]
Ejemplo: き(ki) y きゃ (Ki + ya pequeña = kya)

## Consonantes dobles o geminadas
Las consonantes dobles se forman escribiendo un 'tsu' pequeño (っ) delante de la consonante en cuestión. Solo se doblan las consonantes k, s, t, p.
Ejemplos: よっか (yokka, día 4 de mes), ざっし (zasshi, revista), だった (datta, pasado del verbo ser), にっぽん (nippon, Japón). La pronunciación es: yo-ka, za-shi, da-ta, ni-pon, es decir, se pronuncia con un breve espacio entre la sílaba anterior y la posterior .
La única excepción es cuando el pequeño 'tsu' (っ) precede a la sílaba "chi" (ち). En este caso se leerá "tchi", y no "cchi" como muchos han interpretado. Ejemplos: たまごっち (tamagotchi), 一人ぼっち (hitoribotchi, solitario).
En cuanto a las consonantes nasales ('m', 'n'), se doblan escribiendo ん delante. Ejemplos: おんな (on'na, mujer), うんめい (unmei, destino).
Al igual que en español la 'm' se pronuncia delante de 'p' o 'b', en japonés ん ('n') se pronuncia delante de 'p' o 'b'. Ejemplos: せんぱい ("senpai", fórmula de respeto a los que tienen un grado de estudio mayor), こんばん ("konban", esta noche).

## Vocales largas
Finalmente, existen vocales largas, que se forman de la siguiente manera:
- (Sílaba en -a) + a: おかあさん (okaasan = madre)
- (Sílaba en -i) + i: おにいさん (oniisan = hermano mayor)
- (Sílaba en -u) + u: じゅう (juu = diez)
- (Sílaba en -e) + e: おねえさん (oneesan = hermana mayor)
- (Sílaba en -e) + i: せんせい (sensei = profesor, maestro) La letra e se cambia por la i (い)
- (Sílaba en -o) + o: おおきい (ookii = grande)
- (Sílaba en -o) + u: ありがとう (arigatou = gracias) La letra o se cambia por la u (う)